# 艾布·胡莱勒
艾布·胡莱勒 (阿拉伯語：أبُو هُرَيْرَة， 约603 –679）是伊斯蘭教的先知穆罕默德的薩哈巴，是首批皈依伊斯兰教的人。在正统哈里发欧麦尔·本·赫塔卜统治期间，他曾短暂担任巴林总督。他能背诵五千多条圣训。